# 랜디 포시

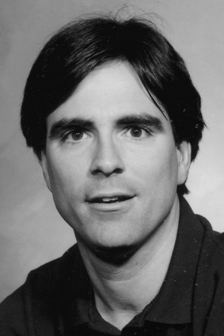
랜디 포시

랜돌프 프레더릭 "랜디" 포시(영어: Randolph Frederick "Randy" Pausch, 1960년 10월 23일 ~ 2008년 7월 25일)는 미국의 컴퓨터 과학(Computer Science) 교수이며, 인간과 컴퓨터 상호 작용 연구자다. 췌장암으로 사망하기 전 마지막 강의를 남겨 큰 감동을 준 인물이다.
메릴랜드주 출신이며, 브라운 대학교와 카네기 멜론 대학교에서 컴퓨터 과학을 전공했다. 1988년~1997년 버지니아 대학교, 1997년 이후 카네기 멜론 대학교 교수로 재직했다. 그 사이 여러 컴퓨터 소프트웨어 개발에도 참여했으며, 인간과 컴퓨터 상호 작용·가상현실 분야를 연구했다. 랜디 포시는 카네기 멜론 대학교 종신교수로 재직하던 중 2006년 9월 췌장암 진단을 받았다. 그 암은 회복이 불가능한 것으로 판정되어 2007년 여름에 교수직을 사퇴하기로 하였다. 카네기 멜론 대학교에서는 학기 말 교수들에게 마지막 강의 기회를 주는데, 그도 마지막 강의를 제의받았다. 암으로 건강이 악화된 상태였으나 2007년 9월 《당신의 어릴 적 꿈을 진짜로 이루기》제목으로 강의했으며, 이는 녹화해 인터넷 등으로 퍼지면서 세계적으로 유명해졌다. 많은 감동을 주었던 그 사연은 《마지막 강의》라는 책으로도 출간되어 큰 인기를 모았다. 상태가 더욱 악화되어 2008년 7월 25일 만 47세로 세상을 떠났다.